# Erwin Erich Torenburg
Erwin Erich Torenburg (Pseudonym: Ottomar Ralph Hohenstein; * 18. Juni 1896 in Düsseldorf; † 1965) war ein deutscher Journalist und Schriftsteller.

## Leben
Nachdem Erwin Erich Torenburg eine Ausbildung zum Verlagsbuchhändler absolviert hatte, war er im Buchhandel und als Journalist tätig. Ab 1919 war er Redakteur und Verlagsleiter der Oldenburgischen  Landeszeitung, später Chefredakteur einer Zeitschrift in Düsseldorf und schließlich Zeitungsverleger in Berlin. Ab 1947 gab er die Wochenzeitungen Berliner Montagsecho und 7-Uhr-Blatt am Sonntagabend heraus. In den Zwanzigerjahren veröffentlichte Torenburg neben seiner journalistischen Tätigkeit auch erzählende Werke und Gedichte.

## Werke
- Moral und Sinnlichkeit. Dresden-Weinböhla 1920 (unter dem Namen Ottomar Ralph Hohenstein)
- Warum sie fiel. Leipzig 1920
- Liebesopfer. Dresden 1921
- Stunden der Inbrunst. Dresden-Weinböhla 1921
- Letzte Steigerung. Leipzig [u. a.] 1923

## Herausgeberschaft
- Aus dem Füllhorn der Liebe. Essen-Ruhr 1919
- Frühherbst. Düsseldorf [u. a.] 1919
- Gustav Baier: Inbrunst der Seele. Jauer 1920